# Lorna Maitland
Lorna Maitland (* als Barbara Popejoy am 19. November 1943 in Glendale, Kalifornien) ist eine US-amerikanische Schauspielerin.
Lorna Maitland, die manchmal auch als Barbara Joy auftrat, war eine der wichtigsten Musen des Sexploitation-Regisseurs Russ Meyer. Mit ihren Maßen von 42 – 25 – 36 (Zoll) entsprach sie dessen Vorstellungen von großbusigen Darstellerinnen. Sie arbeitete als Tänzerin in Las Vegas und reagierte auf eine Anzeige Meyers. Im Alter von zwanzig Jahren spielte sie in ihrem ersten Film die namensgebende Hauptrolle Lorna. Für den Film bekam sie durch Meyer den Künstlernamen Lorna Maitland. Während der zweiwöchigen Dreharbeiten war Maitland schwanger. Im folgenden Jahr spielte sie eine der Hauptrollen in Mudhoney. Der Film hatte weniger Erfolg als sein Vorgänger, Meyer führte das auf die kleinere Oberweite seiner Darstellerin Maitland nach der Schwangerschaft zurück. In Meyers Pseudo-Dokumentation Mondo Topless wurden einige alte Aufnahmen Maitlands verwendet. 1967 spielte sie ihre letzte Kinorolle im Low-Budget-Film Hip Hot and 21 von Dale Berry. Anschließend beendete sie ihre Filmkarriere. Über ihr späteres Leben ist kaum etwas bekannt. Sie soll für Angie Dickinsons Rolle in Make-up und Pistolen im Gespräch gewesen sein.